# 長野県北部高等学校
長野県北部高等学校（ながのけん ほくぶこうとうがっこう）は、長野県上水内郡飯綱町普光寺にある公立高等学校。
文化祭は「北斗祭」と称し、その名称は校名に由来する。

## 沿革
- 1909年5月11日 - 上水内郡組合立北部農学校として開校。
- 1936年 - 長野県上水内郡北部農学校に改称。
- 1942年 - 甲種農学校に昇格、女子部を廃止。
- 1948年4月1日 - 学制改革により長野県上水内郡北部農業高等学校となる。定時制中心校、信濃尻、柏原分校を設置。
- 1949年4月1日 - 県立へ移管。
- 1951年 - 長野県上水内郡北部高等学校に改称。
- 1952年4月1日 - 普通科設置。
- 1962年4月1日 - 定時制農業科、家庭科を普通科に転科。
- 1977年3月31日 - 農業科を廃止、普通科のみとなる。
- 1987年4月1日 - 長野県北部高等学校に改称。
- 1989年3月31日 - 信濃町分校を廃止。
- 1996年4月1日 - コース制導入。
- 1997年 - 制服改訂。
- 1999年 - 推薦入学制度の導入。

## 教育目標
- 調和のとれた人間教育を進め、社会に必要不可欠な人材の育成を目指し、創世の志を育て、もって地域社会の信頼を確固たるものとする。

## 著名な出身者
- 金井政明 - 元良品計画代表取締役社長
- 林家さん歩　落語家

## 校章
- 校章

## 校歌
- 校歌 - ウェイバックマシン（2007年9月29日アーカイブ分）（作詞：山本和夫 作曲：信時潔）

## 最寄駅
- しなの鉄道北しなの線：牟礼駅